# Mihai Coteț
Mihai Coteț (n. 11 decembrie 1973) este un senator român, ales în 2024 din partea PNL. 